# La Condamine (cratera)
La Condamine é uma pequena cratera de impacto lunar localizada na extremidade sul da Mare Frigoris , na parte norte da Lua. Encontra-se a nordeste da formação Sinus Iridum de borda montanhosa na parte noroeste do Mare Imbrium .
A borda da cratera é baixa e arredondada, com a borda desgastada e erodida ao longo do lado nordeste.  A parede externa é um tanto poligonal , particularmente na metade sudoeste.  O interior é razoavelmente plano, sem o pico central, mas há uma linha dupla curvada e baixa na parte oeste, que se estende até a borda norte.

## Crateras satélites
Por convenção, essas características são identificadas nos mapas lunares colocando-se a letra ao lado do ponto médio da cratera mais próximo de La Condamine.
| La Condamine | Latitude | Longitude | Diâmetro |
| ------------ | -------- | --------- | -------- |
| UMA          | 54,4 ° N | 30,1 ° W  | 18 km    |
| B            | 58,8 ° N | 31,5 ° W  | 17 km    |
| C            | 52,4 ° N | 30,2 ° W  | 10 km    |
| D            | 53,5 ° N | 30,8 ° W  | 10 km    |
| E            | 57,7 ° N | 31,9 ° W  | 8 km     |
| F            | 57,3 ° N | 31,0 ° W  | 7 km     |
| G            | 54,8 ° N | 28,1 ° W  | 8 km     |
| H            | 53,1 ° N | 26,6 ° W  | 6 km     |
| J            | 56,0 ° N | 19,3 ° W  | 7 km     |
| K            | 51,9 ° N | 25,5 ° W  | 7 km     |
| eu           | 53,6 ° N | 26,7 ° W  | 6 km     |
| M            | 54,2 ° N | 26,6 ° W  | 7 km     |
| N            | 53,8 ° N | 25,6 ° W  | 9 km     |
| O            | 55,1 ° N | 25,6 ° W  | 7 km     |
| P            | 52,9 ° N | 23,5 ° W  | 6 km     |
| Q            | 52,6 ° N | 23,9 ° W  | 9 km     |
| R            | 55,0 ° N | 21,3 ° W  | 7 km     |
| S            | 57,3 ° N | 25,2 ° W  | 4 km     |
| T            | 59,2 ° N | 29,6 ° W  | 6 km     |
| U            | 54,5 ° N | 22,7 ° W  | 7 km     |
| V            | 54,5 ° N | 24,1 ° W  | 6 km     |
| X            | 57,2 ° N | 21,4 ° W  | 4 km     |